# Тігіпко Сергій Леонідович
Сергі́й Леоні́дович Тігі́пко  (нар. 13 лютого 1960, Драгонешті, Синжерейський район, Молдавська РСР, СРСР) — український політик та підприємець, політтехнолог. голова партії «Сильна Україна» (2009—2012, з 2014). Віце-прем'єр-міністр України (2010—2014). Міністр соціальної політики (2010—2012). Міністр економіки (1999—2000). Кандидат в Президенти України у 2010 та 2014.
Народний депутат III, IV та VII скликань. З 17 березня 2012 — заступник голови Партії регіонів. Голова Національного банку України (2002—2004). На виборах Президента України в 2004 році був головою виборчого штабу Віктора Януковича. У 2007—2009 роках — голова правління банку українського відділення Swedbank. З 2016 р. є власником Universal Bank та має ліцензію на Monobank. Кандидат економічних наук (1997).
До 2012 року входив до топ-10 найбагатших українців за версією Forbes, нині займає 12-ту позицію у топ-100. За останніми оцінками Forbes, в лютому 2013, його капітал становив $1,11 млрд.

## Життєпис
Народився 13 лютого 1960 в Молдавській РСР у селі Драгонешти.

### Освіта
1982 — закінчив Дніпропетровський металургійний інститут за фахом «інженер-металург».
Кандидат економічних наук (1997, тема дисертації — «Формування і державне регулювання системи комерційних банків України»). Автор монографії «Банківські реформи в країнах Східної Європи і Росії».

### Кар'єра
1982–1984 — служба у Збройних Силах СРСР (танкові війська). Член КПРС з 1984 по 1991 рік.
1984–1986 — секретар комітету комсомолу, завідувач відділу і заступник директора із навчально-виробничої роботи Дніпропетровського механіко-металургійного технікуму.
До 1987 — завідувач відділу пропаганди та агітації Дніпропетровського міського комітету ЛКСМУ; 2-й секретар Дніпропетровського міського комітету ЛКСМУ; завідувач відділу пропаганди та агітації Кіровського районного комітету КПУ міста Дніпропетровська.
У грудні 1987–1989 — секретар із пропаганди та агітації Дніпропетровського обласного комітету ЛКСМУ.
З вересня 1989 — 1-й секретар Дніпропетровського обласного комітету ЛКСМУ. Член ЦК КПУ у червні 1990 — серпні 1991 р.
На початку 1990-х познайомився з Леонідом Кучмою, який тоді був директором заводу «Південмаш» (Дніпропетровськ).
З жовтня 1991 — заступник голови правління банку «Дніпро».
З березня 1992 р. — голова правління Приватбанку (Дніпропетровськ). Навколо банку сформувалася фінансово-промислова група «Приват», що володіє значними активами в металургійній і нафтовій галузях, ЗМІ.
З листопада 1994 р. — в період впровадження гривні — позаштатний консультант президента Леоніда Кучми з питань грошової політики.
З квітня 1997 p. — віцепрем'єр з питань економіки в кабінеті Павла Лазаренка. Зберіг пост у кабінеті Валерія Пустовойтенка.
З 31 грудня 1999 р. (за нового прем'єра Віктора Ющенка)  до 5 липня 2000 — 10-й міністр економіки.
2001 — вийшов з бізнесу ФПГ «Приват».
У травні 2001 року, після відставки Віктора Ющенка, його розглядали як кандидата на пост Прем'єр-міністра.
17 грудня 2002 року призначений головою Національного банку.
2005–2007 — голова правління фінансово-промислової групи ТАС, названої на честь його доньки Тігіпко Анни Сергіївни.
З 2007 по 2009 — голова правління ВАТ «Сведбанк» (правонаступник АКБ «ТАС-Комерцбанк»).
З 28 листопада 2009 року — Голова політичної партії «Сильна Україна».
11 березня 2010 р. призначений віцепрем'єром в уряді Азарова.
9 грудня 2010 року Указом Президента України Віктора Януковича призначений на посаду Віцепрем'єр-міністра України — Міністра соціальної політики.
З 17 березня 2012 року — заступник Голови Партії регіонів.
У квітні 2014 року виключений з Партії регіонів.
З 5 серпня 2014 року — Голова політичної партії «Сильна Україна».

## Політична і громадська діяльність

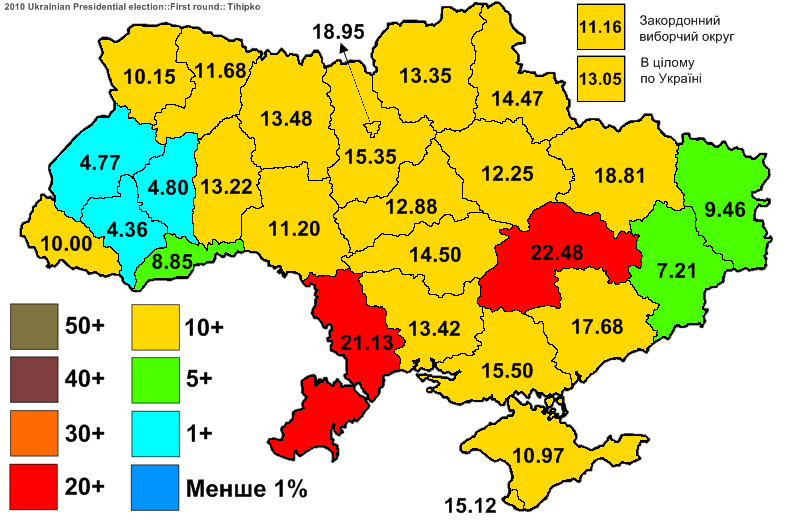
Сергій Тігіпко. Перший тур президентських виборів 2010 р. — 13,06 % голосів

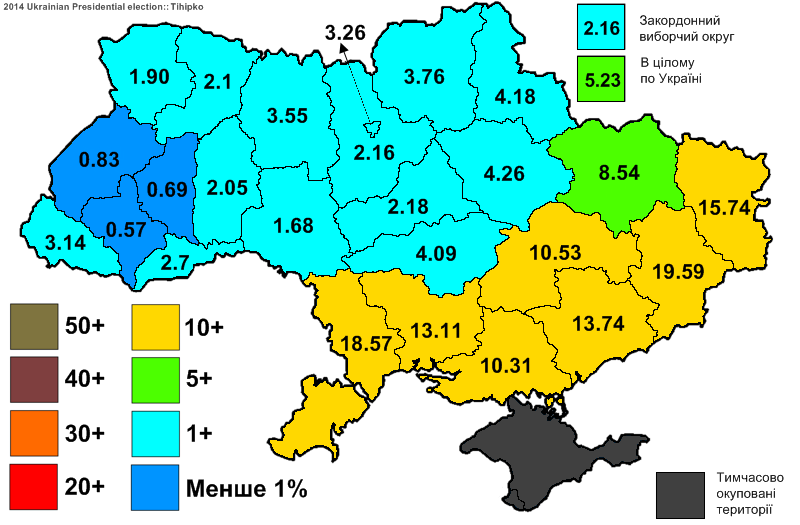
Підтримка Тігіпка на виборах Президента України 2014

25 червня 2000 року був обраний депутатом Верховної Ради, залишив уряд; член Комітету ВРУ з питань фінансів і банківської діяльності.
З 18 листопада 2000 року — голова партії «Трудова Україна».
2002 — пройшов у Верховну Раду від блоку «За єдину Україну».
У жовтні 2003 року заявив про намір балотуватися на посаду Президента, але потім підтримав Віктора Януковича та очолив його виборчий штаб. 29 листопада 2004 року, після другого туру президентських виборів й початку Помаранчевої революції, пішов з посад голови Нацбанку та керівника виборчого штабу Януковича.
2008 — радник Прем'єр-міністра України Юлії Тимошенко на громадських засадах і співголова Ради інвесторів при Кабінеті Міністрів України.
16 червня 2009 р. — залишив усі посади та сконцентрувався на політичній діяльності.
З листопада 2009 р. очолював партію «Сильна Україна».
21 лютого 2010 створив «Блок Тігіпка».
В ніч проти 8 липня 2011 року Верховна Рада України ухвалила Пенсійну реформу, яку підготував Сергій Тігіпко. Серед інших змін, Пенсійна реформа передбачає поетапне збільшення пенсійного віку, запровадження другого рівня пенсійних внесків та скорочення так званих VIP-пенсій.
15 листопада 2012 року Верховна Рада України ухвалила закон про декриміналізацію економічних злочинів, який підготував Сергій Тігіпко. Серед інших змін, декриміналізація економічних злочинів передбачає поліпшення інвестиційного клімату в Україні, а також приведення національного законодавства до європейських стандартів захисту прав особистості.
З 17 березня 2012 року — заступник Голови Партії регіонів.
25 березня 2014 року Сергій Тігіпко подав документи до ЦВК для реєстрації його як кандидата в президенти України.
У інтерв'ю Громадському ТБ Сергій Тігіпко заявив, що залюбки очолив би Партію регіонів.
16 січня 2014-го був одним з народних депутатів, хто голосував за «диктаторські закони». У квітні виключений з Партії регіонів, того ж року балотувався на посаду Президента України.
У 2022 році, після початку повномасштабного вторгнення Росії в Україну, заявив, що вважає РФ агресором, а Путіна - воєнним злочинцем, що розв'язав війну проти України, за його словами, «іншої відповіді сьогодні бути не може».
Член Ради з питань підтримки підприємництва — консультативно-дорадчого органу при Президентові України (з 27 червня 2025).

## Бізнес, активи
Сергію Тігіпко належить ПП «Сітітренд-крок» та ПАТ Страхова компанія «Індустріальна», яка своєю чергою володіє ФПГ ТАС (названа за ініціалами його доньки Тігіпко Ганни Сергіївни російською мовою) та цілим рядом підприємств.
З 2016 року володіє 99 % акцій Universal Bank, філією якого є Monobank. Також є власником "Таскомбанку". У рейтингу журналу «НВ» «топ-100 найбагатших українців», опублікованому у жовтні 2019 року, статки оцінено у $407 млн, 17 місце у рейтингу.

## Нагороди
Кавалер Ордену Почесного Легіону.

## Знання мов
Знає українську, російську та французьку мови.

## Родина та особисте життя
- Одружений тричі. Батько 8 дітей.

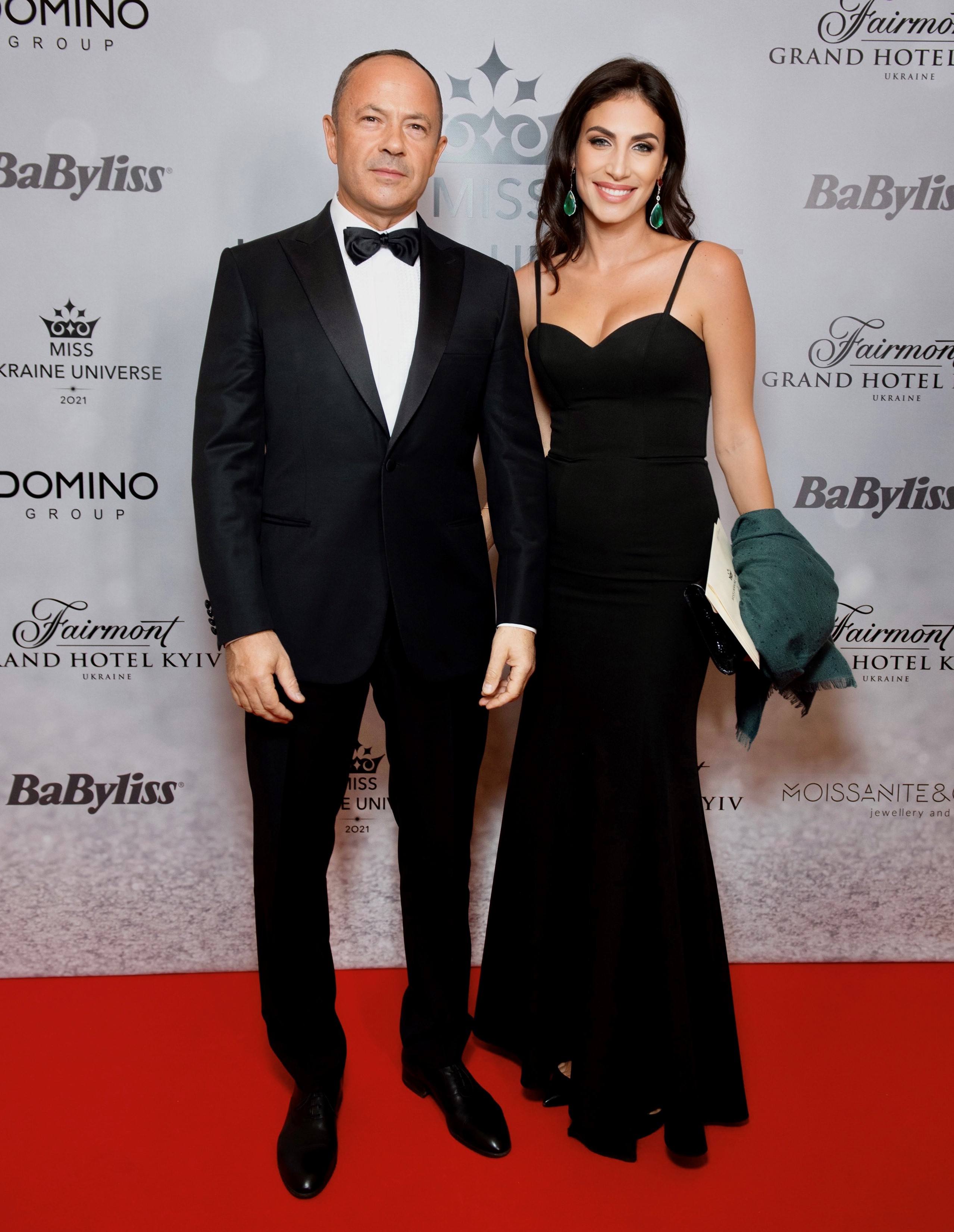
Алла Зіневич з Сергієм Тігіпком на фіналі конкурсу краси «Міс Україна Всесвіт-2021», Київ

- Перша дружина (з 1981 по 2004 рік) Наталія Тігіпко. «Я одружився з принцесою, яка поєднує в собі найкращі риси попелюшки… Свою зустріч з Наташею я вважаю своїм найбільшим успіхом у житті», — говорив Сергій Леонідович («Факти», 14 лютого 2002). У 2004 році розлучилися. За словами Сергія, «Розійшлися з першою дружиною 50 на 50. Як наживали разом, так і розділили, розлучаючись. Вона була акціонером, й одержала свою частину акціями.»[2] Наталія Тігіпко керує медичною клінікою ТАС і газетою «Экономические известия»[22], має стосунок до підприємств (ТОВ) «Нафто-газ Сервіс»; «Перша міжнародна фінансова корпорація»; «ВС Екстра ЛТД».[23]
- Донька від першої дружини, Ганна (Анна) (1984). Навчалася в Оксфорді. На її честь названо банк та групу ТАС. За легендою, ця компанія стала подарунком батька на повноліття Ганни. Отримавши диплом, Ганна повернулася в Україну і сьогодні працює в одній із батьківських компаній. У вільний від роботи час пише вірші.[23]
- Друга дружина (з 2004 по 2018 рік) Вікторія Тігіпко (до шлюбу Лопатецька), організаторка форуму IDCEE, з 2010 року входить у рейтинг «100 найвпливовіших жінок України». Діти: Тимофій (2002), Анастасія (2005), Леонтій (2008).
- Третя дружина (після 2018 року) Алла Зіневич (1984 р.н.). Працювала фотомоделлю в агенції «Linea12 — Model Management» (2002—2008), організувала власний фармацевтичний бізнес «ALLANI» (2009—2019), ресторан Blanke city bistro та буйволину ферму.[24][25][26] Подружжя виховує трьох синів: Сергій (2011), Станіслав (2013) і Олександр (2016).[27][28][29][30] У 2024 народила дівчинку.